# Guillielmus de Grof
Guillielmus de Grof (getauft 13. November 1676 in Antwerpen; † 16. August 1742 in München) war ein Bildhauer flämischer Herkunft. Er hatte die Stellung des führenden Hofbildhauers des Rokoko am bayerischen Königshof unter Maximilian II. Emanuel und Karl Albrecht.

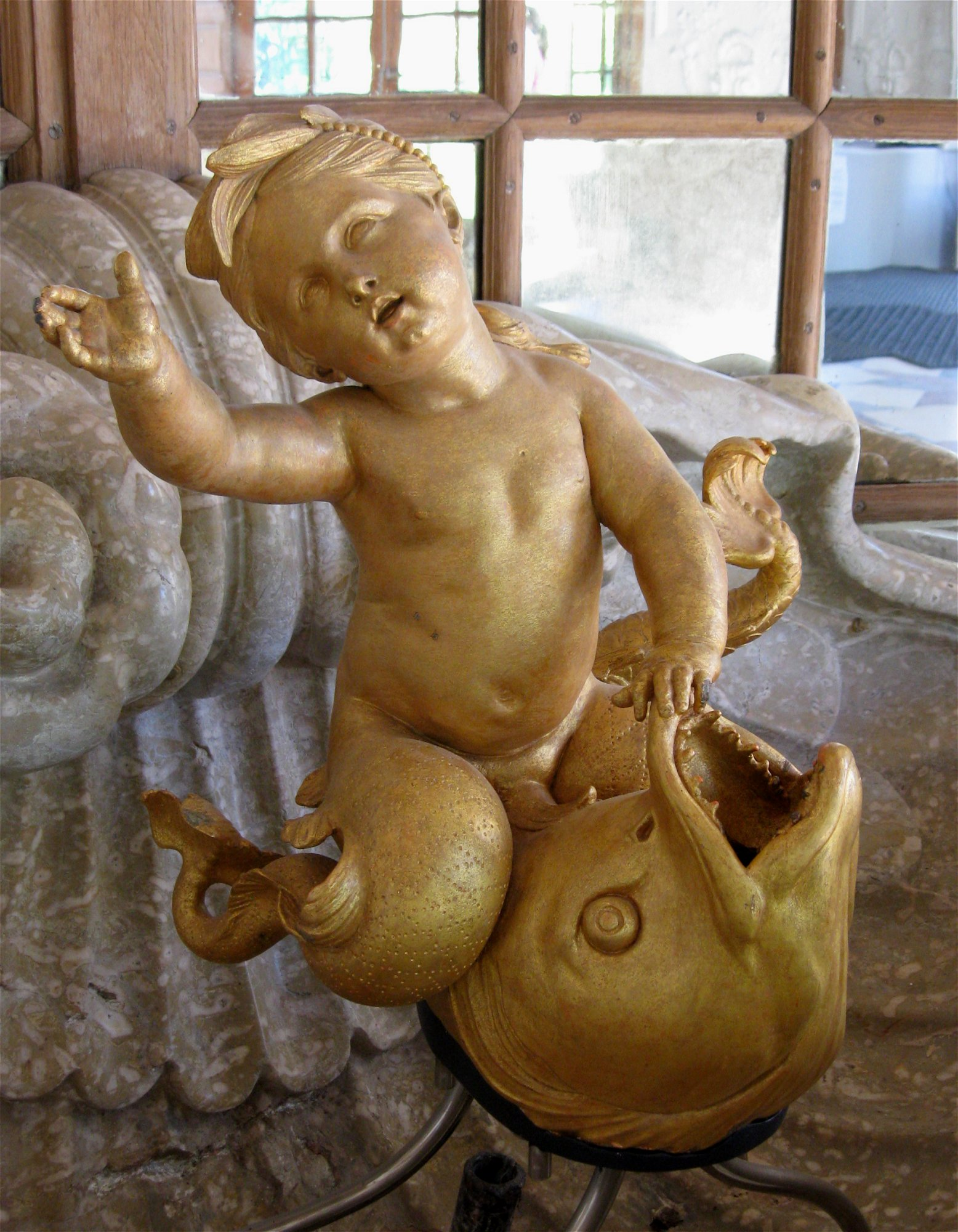
Auf einem Delphin reitendes Tritonenkind, (1722), im großen Saal der Badenburg im Nymphenburger Park (München)

## Leben
Grof war das dritte Kind aus der Ehe des Wagenmachers gleichen Namens mit Anna Bulens. Mit zwölf Jahren wurde er Lehrling in einer Antwerpener Bildhauerwerkstatt. Um das Jahr 1700 ging er nach Paris, um seine künstlerischen Fertigkeiten weiterzuentwickeln. Wahrscheinlich war er 1708 bereits für das französische Königshaus tätig. Um 1714 dürfte Grof mit dem Kurfürsten Max Emanuel zusammengetroffen sein, in dessen Diensten er ab Ende 1714 stand. Der Kurfürst berief ihn nach München, wo er Anfang 1716 seine Arbeit als „Bildgießer“ aufnahm. Seine wichtigste Tätigkeit bestand in der Erstellung vergoldeter Bleiskulpturen für die Gärten Max Emanuels.
Der Kurfürst hatte französische Künstler an seinen Hof verpflichtet, da die einheimischen seinen Vorstellungen nicht gerecht wurden. Die Bautätigkeit des Kurfürsten und die Aufträge zur Gestaltung seiner Gärten waren außerordentlich umfangreich – die Wünsche überstiegen die Geldmittel des bayerischen Königshauses beträchtlich und führten zu einer erheblichen Staatsverschuldung. Grof arbeitete in München in seiner Funktion als Oberbildhauer gemeinsam mit dem Steinbildhauer Giuseppe Volpini und dem Stuckateur Charles Claude Dubut. Künstlerischer Leiter des Schlossbauwesens war Joseph Effner. Grof wurde zwar gut bezahlt und erfreute sich hoher Wertschätzung; allerdings blieb ihm wie auch anderen Künstlern und Handwerkern der bayerische Hof beträchtliche Geldsummen schuldig, was Grof gegen Ende seines Lebens in finanzielle Schwierigkeiten brachte.
Grof war verheiratet mit Rosalia Susanna Lamoureux. Von den Kindern des Ehepaares sind bekannt:
Charles (1712–1774), Claudius Achilles (geb. 1716), Ferdinand Wilhelm (geb. 1718) und Johanna Margaretha. Der älteste Sohn Charles trat nach dem Tod seines Vaters dessen Nachfolge als Hofbildhauer in München an, er nannte sich Charles de Groff.

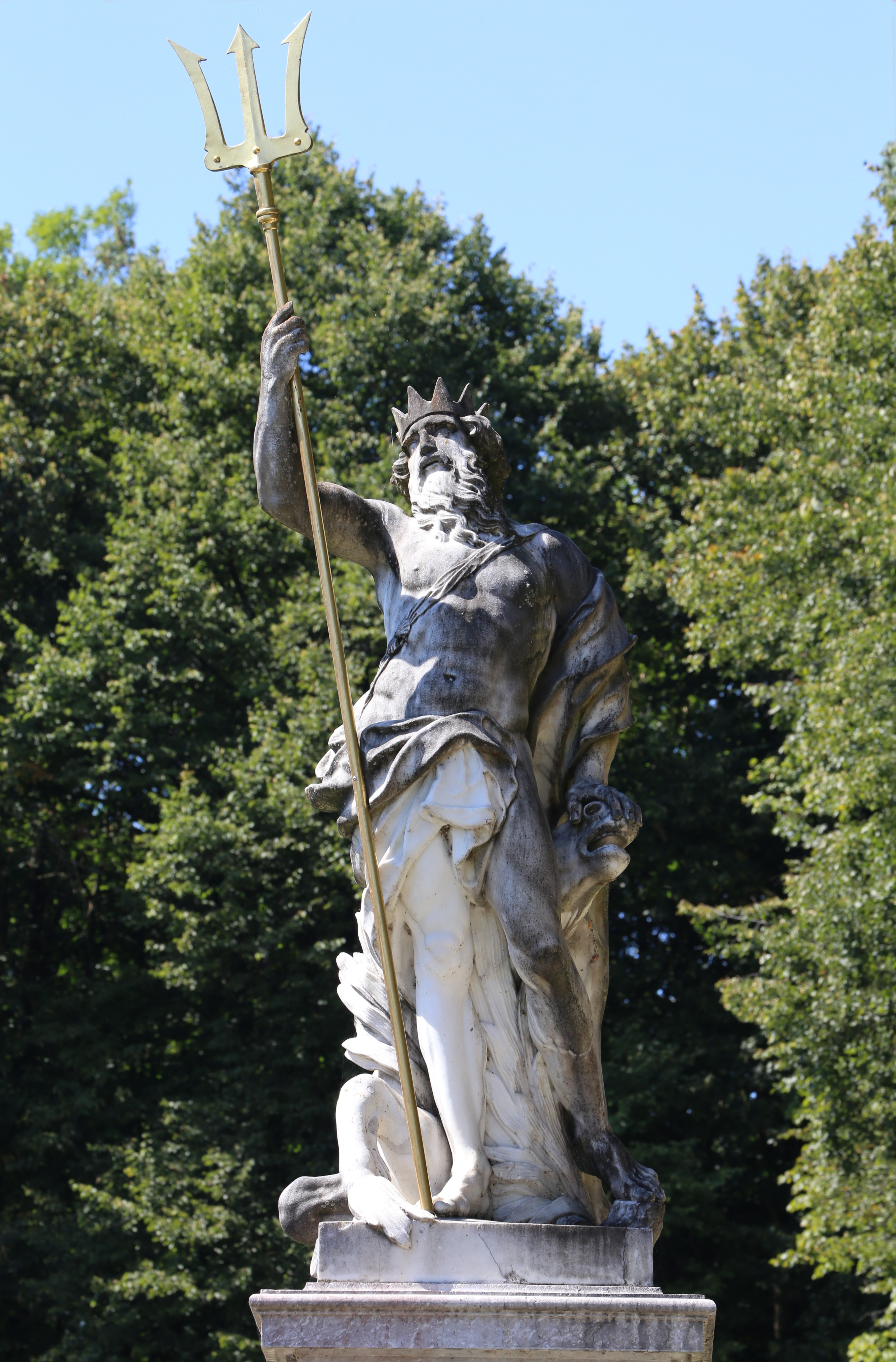
Statue des Neptun mit einem Seepferd an der großen Kaskade des Nymphenburger Parks

## Werk
Grof führte eine Vielzahl unterschiedlicher Werke aus. Außer den vergoldeten Bleifiguren handelte es sich um Arbeiten in Stein, Holz, Bronze und Stuck. Bereits 1716 vollendete er die ersten beiden Bleigruppen für den Nymphenburger Park. Weitere Werke in Auswahl:
- kleine Statue auf hohem Fußgestell, Max Emanuel als Türkensieger, in Bronze, Messing und Holz ausgeführt (1714), im Bayerischen Nationalmuseum;
- Florabrunnen im Nymphenburger Gartenparterre mit zahlreichen vergoldeten Bleifiguren (1717–1722), im 19. Jahrhundert abgebrochen, Reste verschwunden;
- zwei Brunnengruppen mit Statuetten auf Delphinen reitender Tritonenkinder, als vergoldete Bleihohlgüsse ausgeführt (1722), im großen Saal der Badenburg im Nymphenburger Park;
- Fürstbischöfliches Grabmal mit der Liegefigur Marquards auf Marmortumba, in Bronze ausgeführt (1731), im Dom zu Eichstätt;
- Marmorstatue des Neptun (um 1737), heute an der großen Kaskade in Nymphenburg;
- Marmorstatue der Pallas im Nymphenburger Garten (1738), heute verschollen;
- insgesamt vierzehn Puttengruppen in vergoldetem Blei an der Nymphenburger Kaskade (bis 1736/38), Anfang des 19. Jahrhunderts verschwunden.

Hinzu kamen zahlreiche Innenausstattungen im Nymphenburger Hauptschloss, in den Parkburgen und der Münchner Residenz. Auch Möbel zählten zu Grofs Werken. Er bewältigte die zahlreichen Aufträge mit etwa einem Dutzend Gesellen und Gehilfen. Grof sammelte darüber hinaus Kunstgegenstände und unterhielt ein eigenes Kunstkabinett.